# 恩賜箱根公園
恩賜箱根公園（おんしはこねこうえん）是位於神奈川縣足柄下郡箱根町元箱根的神奈川縣立都市公園，同時屬於恩賜公園。恩賜箱根公園被列為日本國家登錄記念物。

## 概要
本地原為舊函根離宮跡，至1946年向公眾開放。位於突出蘆之湖的塔島半島，模仿離宮的展望台能夠一望箱根破火山口（外輪山）和富士山。園內的散步道，5月時可以賞杜鵑花，夏季至秋季時則有山百合。周邊另外有箱根關所舊跡、舊東海道杉樹林等観光景點。
由於充分運用了離宮時期的地形、設施進行公園整備，對造園文化的發展提供了意義深刻的範例，因此於2013年登錄為日本的登錄記念物。

## 沿革
- 1884年 - 宮內廳買下塔島地區土地，開始興建函根離宮
- 1886年7月 - 函根離宮完成
- 1923年・1930年 - 受到關東大地震、北伊豆地震影響，函根離宮倒塌
- 1946年3月18日 - 函根離宮跡地下賜予神奈川縣，同年5月5日向公眾開放
- 1959年4月 - 指定為縣立都市公園
- 1979年 - 被選定為神奈川景勝50選
- 1989年 - 園內再整備工程開始
- 2006年 - 被選定為日本歷史公園100選（第一次）
- 2013年8月1日 - 「恩賜箱根公園」登錄為國家登錄記念物

## 設施

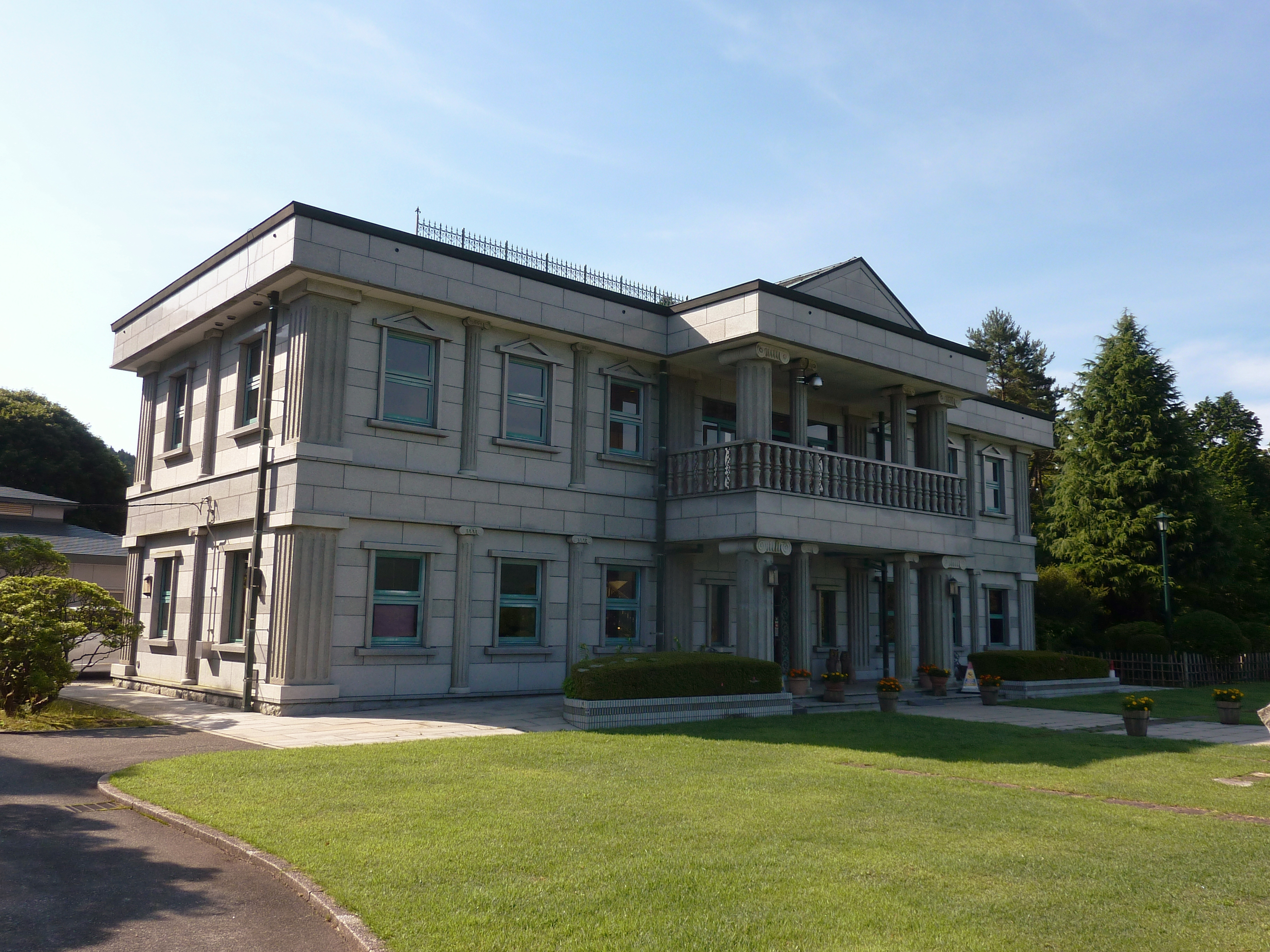
湖畔展望館
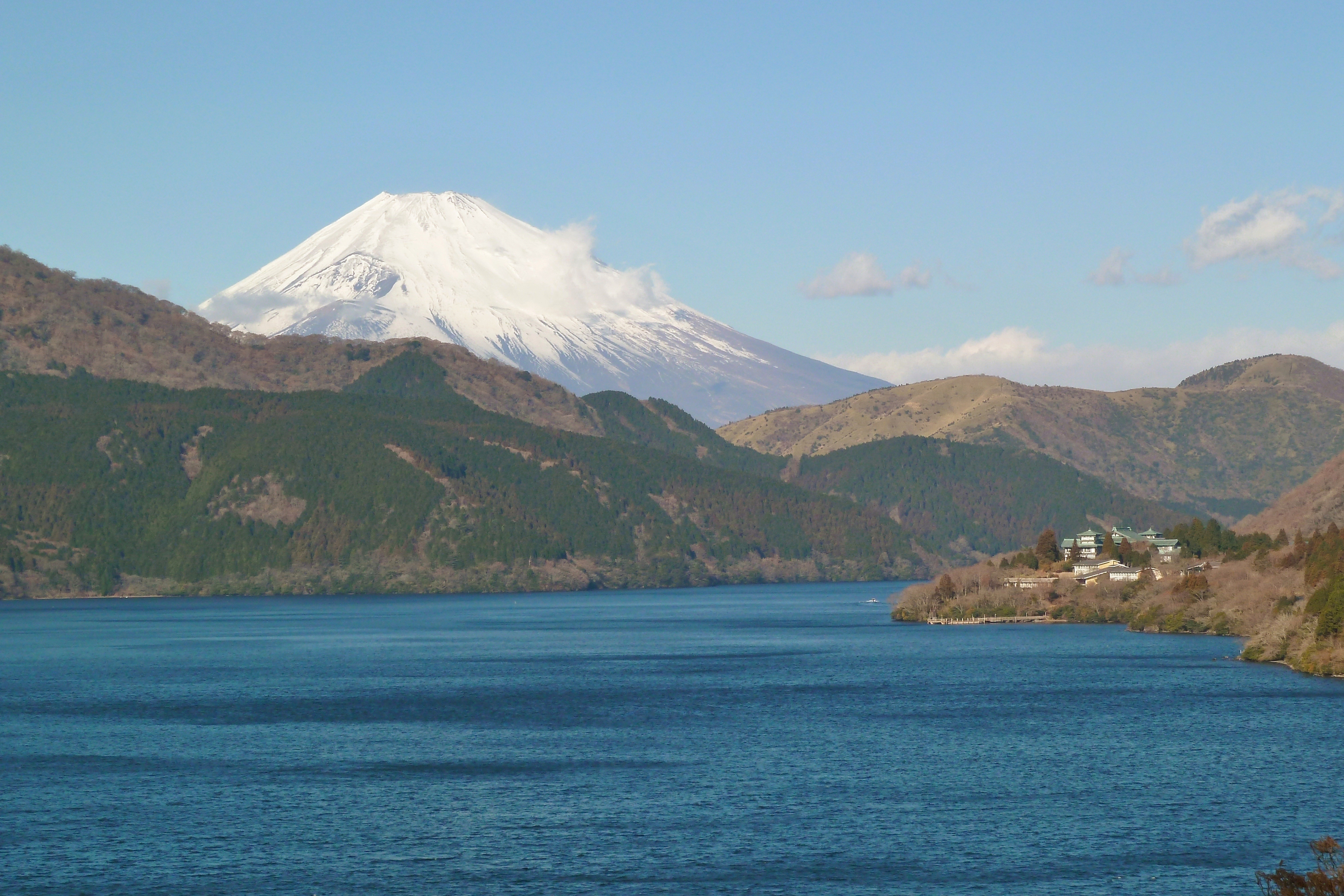
由「疎林廣場」所見蘆之湖、箱根外輪山、富士山

- 中央廣場(礎石廣場)
- 辯天鼻展望台
- 塔之鼻廣場
- 湖畔廣場
- 草花之丘
- 姬沙羅林
- 疎林廣場
- 馬場跡
- 野鳥池
- 藤棚廣場
- 蘆川橋（被選定為神奈川橋100選）
- 停車場

- 湖畔展望館
- 由「疎林廣場」所見蘆之湖、箱根外輪山、富士山

## 腳註
1. ↑  恩賜箱根公園
2. ↑  指定管理者制度を導入している施設

## 外部連結
- 恩賜箱根公園（神奈川県のサイト） （页面存档备份，存于）
- 恩賜箱根公園（指定管理者のサイト） （页面存档备份，存于）